# Église Saint-Bernard de Menthon de Seytroux
L'église Saint-Bernard de Menthon de Seytroux, est une église catholique française, située dans le département de la Haute-Savoie, dans la commune de Seytroux. L'église est placée sous le patronage du saint savoyard, Bernard de Menthon

## Historique
La paroisse de Seytroux apparaît au début du XIXe siècle du détachement de la paroisse du Biot, en 1803, à la suite du concordat de 1802. Elle aura pour nom « Tiers de Seytroux ». L'édifice est terminé en 1806 et en 1886 on rajoute un transept. La commune deviendra indépendante en 1836.
Le patron de la paroisse est Bernard de Menthon.
Le premier curé nommé en 1806 est Louis Rhuin.
Au printemps 2017, les peintures de l'intérieur seront refaites.

## Description
L'édifice est surmonté d'une pyramide tronquée surmontée d'une lanterne associé à un clocher à bulbe, terminé par une flèche.